# 近山氏
近山氏（ちかやまし）は、日本の氏族。清和源氏義光流を称し江戸時代に八王子代官を務めた家系があった。

## 清和源氏義光流の近山氏
『寛政重修諸家譜』によれば、武田信玄三男の信貞（三郎）が初め葛山氏を称し後に近山氏に改めたが、天正10年武田氏が滅亡した際に自害し、子の安信（四郎三郎）が徳川家康に仕えたと近山氏の家伝にはあるという。しかし、『寛永諸家系図伝』に所載の系図では安信に当たる久家（四郎三郎）は川中島の戦いで戦死したとされており、家康に仕えたのは久家の子の久次（与左衛門）であるなど相違が大きいため、『寛政譜』は疑問を呈す。太田亮は近山氏の系譜について「信じ難し」と断じている。
久次は天正10年徳川家康に仕え、天正19年武蔵国八王子に入って代官頭大久保長安配下となった。子の永嘉（与左衛門）は正保年間に代官として武蔵国内の1万8500石を支配。また、久次の次子安俊（五兵衛）も代官となり、寛永元年から寛永9年を除き正保元年まで信濃国金井陣屋及び西条陣屋、寛永5年から寛永15年まで信濃国金山領（鉛山）、寛永6年から慶安4年まで越後国出雲崎陣屋でそれぞれ支配に当たるなどした。